# Igrejinha (Arraiolos)
Igrejinha is een plaats (freguesia) in de Portugese gemeente Arraiolos en telt 769 inwoners (2001).